# Marcantonio Marcolini
Marcantonio Marcolini (Fano, 22 de novembro de 1721 - Fano, 18 de junho de 1782) foi um cardeal do século XVIII

## Nascimento
Nasceu em Fano em 22 de novembro de 1721. De uma ilustre família antiga e nobre. Segundo dos três filhos do conde Pietro Paolo Marcolini e Ana Maria Francesca Ferretti, dos condes de Castel Ferretto. Os outros irmãos eram Giuseppe e Giovanna. Batizado no mesmo dia. Seu primeiro nome também está listado como Marco Antonio; e como Marc'Antonio.

## Educação
Estudou no Collegio di San Carlo , Modena, 22 de outubro de 1732; mais tarde, na Pontifícia Academia dos Nobres Eclesiásticos (diplomacia), 1740; e finalmente, na Universidade La Sapienza , em Roma, onde obteve o doutorado em utroque iure , tanto em direito canônico quanto em direito civil, em 3 de julho de 1742.

## Juventude
Ele foi a Roma para entrar ao serviço da Santa Sé. Camareiro supranumerário privado do Papa Bento XIV. Enviado a Paris como capaz apostólico em 1743 para levar o barrete vermelho ao novo cardeal Marcello Crescenzi, núncio na França. Cânone da basílica patriarcal da Libéria, 1744. Referendário dos Tribunais da Assinatura Apostólica da Justiça e da Graça, 28 de agosto de 1747. Relator do SC do Bom Governo, julho de 1748. Viajou para a Alemanha e Saxônia em 1751. Juiz de o Reverendo Tecido da Basílica de São Pedro, novembro de 1752; seu econômico e secretário em dezembro de 1756. Cônego da basílica patriarcal do Vaticano, abril de 1754. Eleitor do Tribunal da Assinatura Apostólica de Justiça em dezembro de 1755.

## Sacerdócio
Ordenado em 27 de fevereiro de 1768.

## Episcopado
Eleito arcebispo titular de Tessalonica em 12 de junho de 1769. Consagrado em 25 de junho de 1769, Frascati, pelo cardeal Henry Benedict Mary Stuart, duque de York, auxiliado por Stefano Evodio Assemani, arcebispo titular de Apamea, e por Francesco Maria Piccolomini, bispo de Pienza. Assistente no Trono Pontifício, 1769; ele foi o primeiro bispo nomeado como tal pelo Papa Clemente XIV. Núncio em Florença, 23 de agosto de 1769. Secretário da Sagrada Consulta , 16 de fevereiro de 1771. Auditor geral da Câmara Apostólica, 18 de maio de 1773. Presidente de Urbino, 2 de maio de 1775; pró-presidente após sua promoção ao cardinalato; ocupou o cargo até junho de 1778.

## Cardinalato
Criado cardeal sacerdote no consistório de 23 de junho de 1777; recebeu o chapéu vermelho em 26 de junho de 1777; e o título de S. Onofrio, 28 de julho de 1777. Atribuído ao SS.CC. do Concílio, Indulgências e Relíquias Sagradas, Tecido da Basílica de São Pedro e Consistorial. Abade Comendador de S. Croce em Monte Fabali, Diocese de Pesaro; de S. Benedetto, Assis; e de S. Elena, Camerino, julho de 1777. Protetor de Fano; da confraria de S. Pietro, Pesaro; de S. Spirito de Fano; e da torta maestre de Bastia, Assis. Ao visitar Fano, sofreu uma apoplexia em 1º de maio de 1782, da qual nunca se recuperou.

## Morte
Morreu em Fano em 18 de junho de 1782, possivelmente envenenado. Exposto na catedral de Fano, onde ocorreu o funeral; e sepultado na capela de sua família na igreja dos Padres Filippini , em Fano.